# Dębowiec (Prudnik)
Dębowiec (deutsch Eichhäusel) ist ein Ort in der Gmina Prudnik im Powiat Prudnicki in der polnischen Woiwodschaft Oppeln.

## Geographie

### Geographische Lage
Das Straßendorf Dębowiec liegt im Süden der historischen Region Oberschlesien. Der Ort liegt etwa sechs Kilometer südwestlich des Gemeindesitzes und der Kreisstadt Prudnik und etwa 56 Kilometer südwestlich der Woiwodschaftshauptstadt Opole. Die Grenze zu Tschechien verläuft etwa einen Kilometer südlich des Ortes.
Dębowiec liegt in der Nizina Śląska (Schlesische Tiefebene) innerhalb der Płaskowyż Głubczycki (Leobschützer Lößhügelland). Der Ort liegt inmitten eines weitläufigen Waldgebiets mit zahlreichen Eichenbäumen. Nordöstlich des Ortes liegt der Berg Kobylnica (Heinrichshöhe) mit einer Höhe von 395 m n.p.m. Südwestlich des Orts erstreckt sich das Zuckmanteler Bergland (Góry Opawskie).

### Ortsteil
Ortsteil von ist der Weiler Wieszczyna (Neudeck).

### Nachbarorte
Nachbarorte sind Moszczanka (Langenbrück) im Nordwesten, Łąka Prudnicka (Gräflich Wiese) im Norden sowie Chocim (Kotzem) im Nordosten.

## Geschichte

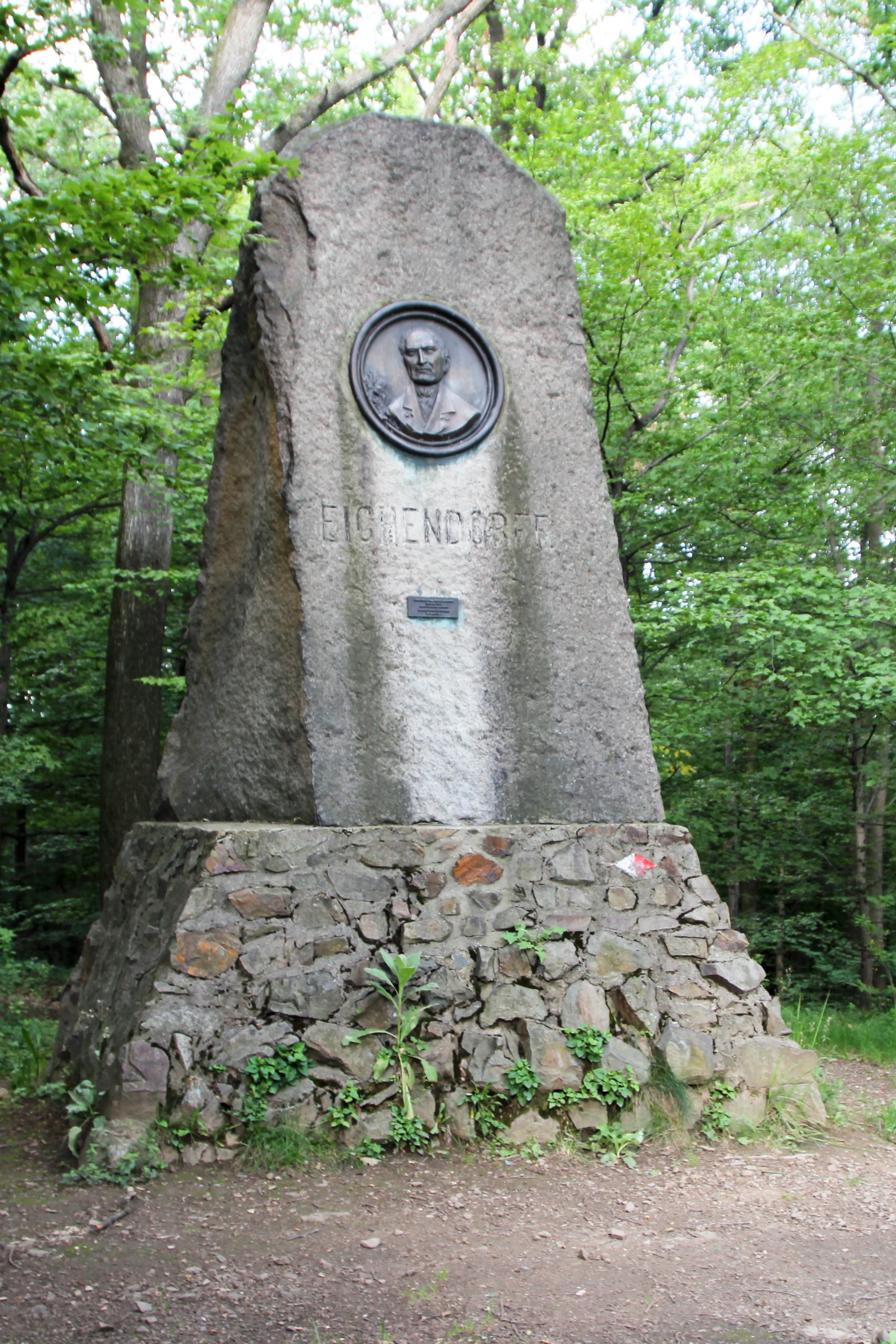
Eichendorff-Denkmal

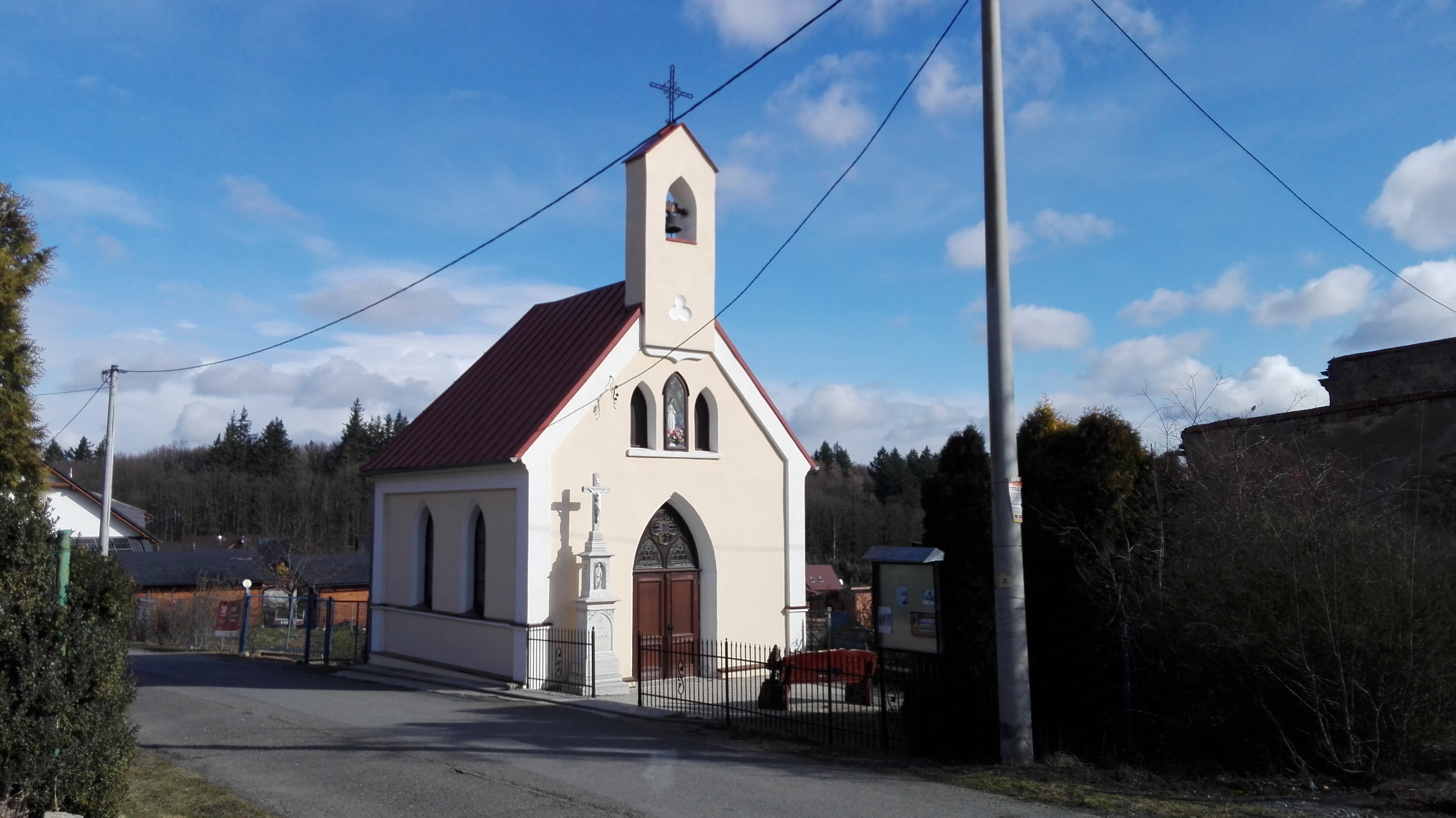
Kapelle

Das Dorf entstand wohl im 13. Jahrhundert. Im Mittelalter bestand in der Umgebung eine Burg. Erstmals erwähnt wird der Ort jedoch erst im Jahr 1642.
Nach dem Ersten Schlesischen Krieg 1742 gelangte Eichhäusel mit dem größten Teil Schlesiens an Preußen.
Nach der Neuorganisation der Provinz Schlesien gehörte die Landgemeinde Eichhäusel ab 1816 zum Landkreis Neustadt O.S. im Regierungsbezirk Oppeln. 1845 bestanden im Dorf ein Schankhaus sowie weitere zehn Häuser. Im selben Jahr lebten in Eichhäusel 84 Menschen, davon 15 evangelisch.
In den 1920er Jahren wurden die Ortschaften Eichhäusel, Neudeck und Wildgrund zur Landgemeinde Eichhäusel-Neudeck zusammengelegt. 1933 zählte die Gemeinde 239 Einwohner. Ab dem 1. April 1939 bildete Wildgrund eine eigene Gemeinde. Der vorherige Gemeindezusammenschluss begrenzte sich nur noch auf die Ortschaften Eichehäusel und Neudeck in der neuen Gemeinde Eichhäuse-Neudeck. 1939 lebten 134 Menschen in der Gemeinde. Bis 1945 befand sich der Ort im Landkreis Neustadt O.S.
1945 kam der bisher deutsche Ort Eichhäusel unter polnische Verwaltung und wurde in Dębowiec umbenannt und der Woiwodschaft Schlesien angeschlossen. 1950 kam der Ort zur Woiwodschaft Oppeln. 1999 kam der Ort zum Powiat Prudnicki.

## Sehenswürdigkeiten
- Das auf der Heinrichshöhe stehende Eichendorff-Denkmal wurde 1911 eingeweiht.[5]
- Steinerne Kapelle aus dem 19. Jahrhundert – seit 1958 denkmalgeschützt.[6]